# Daniel Ingram
Daniel Luke Ingram (Vancouver, 13 giugno 1975) è un compositore e paroliere canadese.
Ingram realizza principalmente per colonne sonore di serie animate. Ha scritto più di 200 canzoni per la televisione, in generi che spaziano dal pop al rock classico al teatro musicale di Broadway. La sua musica è stata ascoltata in 180 paesi. È conosciuto soprattutto per il suo lavoro come autore di canzoni di My Little Pony: L'amicizia è magica e per i film basati sulla serie, per la quale ha scritto oltre 80 canzoni dal 2010.

## Filmografia parziale

### Musiche

#### Televisione
- Love Notes, regia di David Weaver – film TV (2007)